# Мейрик, Эдвард
Эдвард Мейрик (1854—1938) — английский учитель и энтомолог-любитель, увлекавшийся лепидоптерологией. Специализировался по Microlepidoptera и рассматривается некоторыми как отец систематики для этой группы.

## Биография
Образование получил в Мальборо-колледже и Тринити-Колледже в Кембридже.
Публиковаться начал с 1875 года. Десять лет прожил в Австралии. Написал множество научных статей, а также работы Handbook of British Lepidoptera (1895) и Exotic Microlepidoptera (многотомная, выходила в марте 1912 — ноябре 1937).
Мейрик состоял членом Королевского энтомологического общества Лондона и Королевского общества. Его коллекция экземпляров видов (более 100 000) находится в Музее естественной истории в Лондоне. Есть мнение, что он собрал больше видов, чем кто-либо другой в истории.